# Fiat 128
La Fiat 128 est une voiture produite par le constructeur italien Fiat entre 1969 et 1983 en Italie, jusqu'à la fin des années 1990 en Amérique du Sud et a été fabriquée jusqu'en 2008 en Serbie.

## Historique
La Fiat 128 a été lancée en mai 1969, en remplacement de l'ancienne Fiat 1100 dont plus de 2 millions de véhicules avaient été fabriqués en Italie et autant dans le reste du monde.
Ce fut la première voiture sous la marque Fiat équipée de la traction, après bien des années de tests sur les modèles Autobianchi (comme la Primula de 1964 et la A 111 de 1968) ; une étude de la Fiat 500 Topolino traction avait même circulé en 1948. Elle est issue d'un projet de l'ingénieur Dante Giacosa, père de tous les modèles Fiat des années 1950 aux années 1970.
La Fiat 128 a été un modèle de rupture technique de la marque Fiat : traction, moteur transversal et boîte en ligne. À cette époque, à part Citroën, rares étaient les constructeurs à maîtriser la traction en grande série : Autobianchi avec la Primula et Lancia avec les Flavia et Fulvia donc, mais aussi Peugeot avec la 204, Simca avec la Simca 1100 (dotée d'une carrosserie 5 portes), Renault avec la 4L et Austin (et les sous-marques Morris et Riley) avec la Mini.
La Fiat 128 bénéficiait en plus d'autres solutions techniques novatrices comme une suspension à 4 roues entièrement indépendantes, un moteur avec un arbre à cames en tête et une courroie crantée synthétique et non plus une chaîne. Surtout, la boîte dans l'alignement volant-embrayage (donc transversale et logiquement à gauche du moteur) devint la norme pour toute traction moderne et demeure connue comme “disposition Giacosa".
L'intérieur était très fonctionnel avec une finition simple et un habitacle immense ; grâce à la disposition transversale du moteur, plus de 80 % du volume était dévolu aux passagers.
Lors de sa présentation, la Fiat 128 était offerte en versions 2 et 4 portes, équipée d'une unique motorisation, un tout nouveau moteur 4 cylindres de 1 116 cm3 à course courte et cinq paliers, développant 55 ch DIN arbre à cames en tête et courroie crantée.

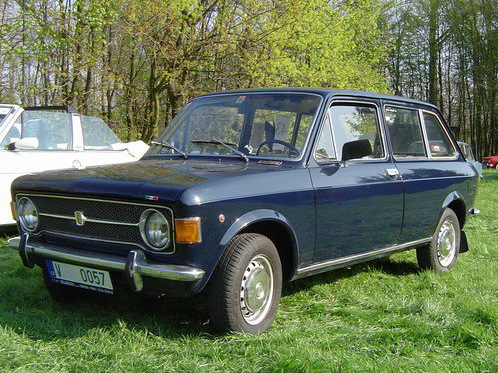
Fiat 128 1re série Break

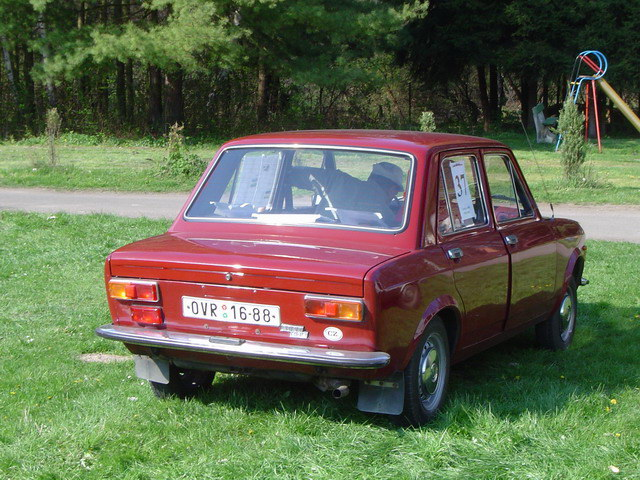
Fiat 128 vue arrière 1re série

La ligne, plutôt carrée, comme le voulait la mode de ces années, est largement inspirée de ses sœurs aînées, les Fiat 124 et Fiat 125. Une version break appelée Familiare est disponible en 1970.
La Fiat 128 obtient immédiatement les éloges des critiques professionnels mais aussi des automobilistes et elle est désignée Voiture de l'année 1970.
Lors d'une interview parue en 2002 sur le quotidien "La Repubblica", le célèbre designer italien Giugiaro, travaillant en 1970 au projet de la future 'Golf' chez Volkswagen, déclare avoir vu à Wolfsbourg une Fiat 128 complètement désossée. Il affirme que les techniciens allemands considéraient à l'époque la Fiat 128 comme le meilleur exemple de voiture de sa catégorie, em terme de prix et technologie.

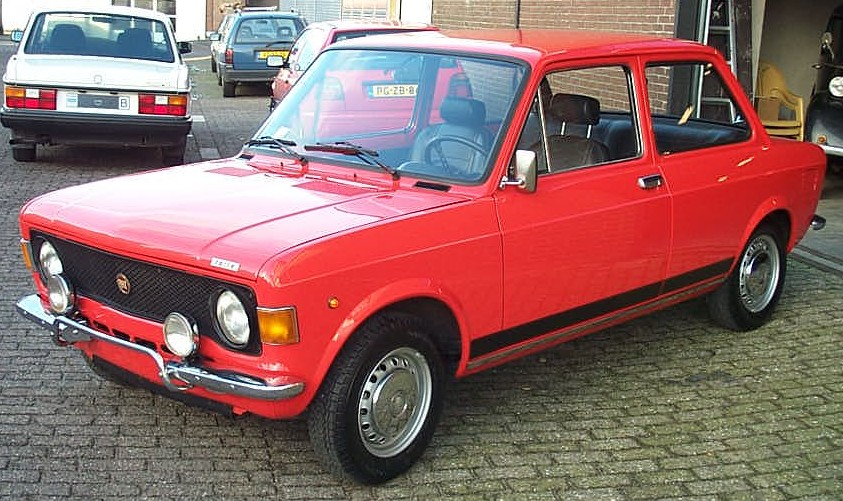
Fiat 128 Rally

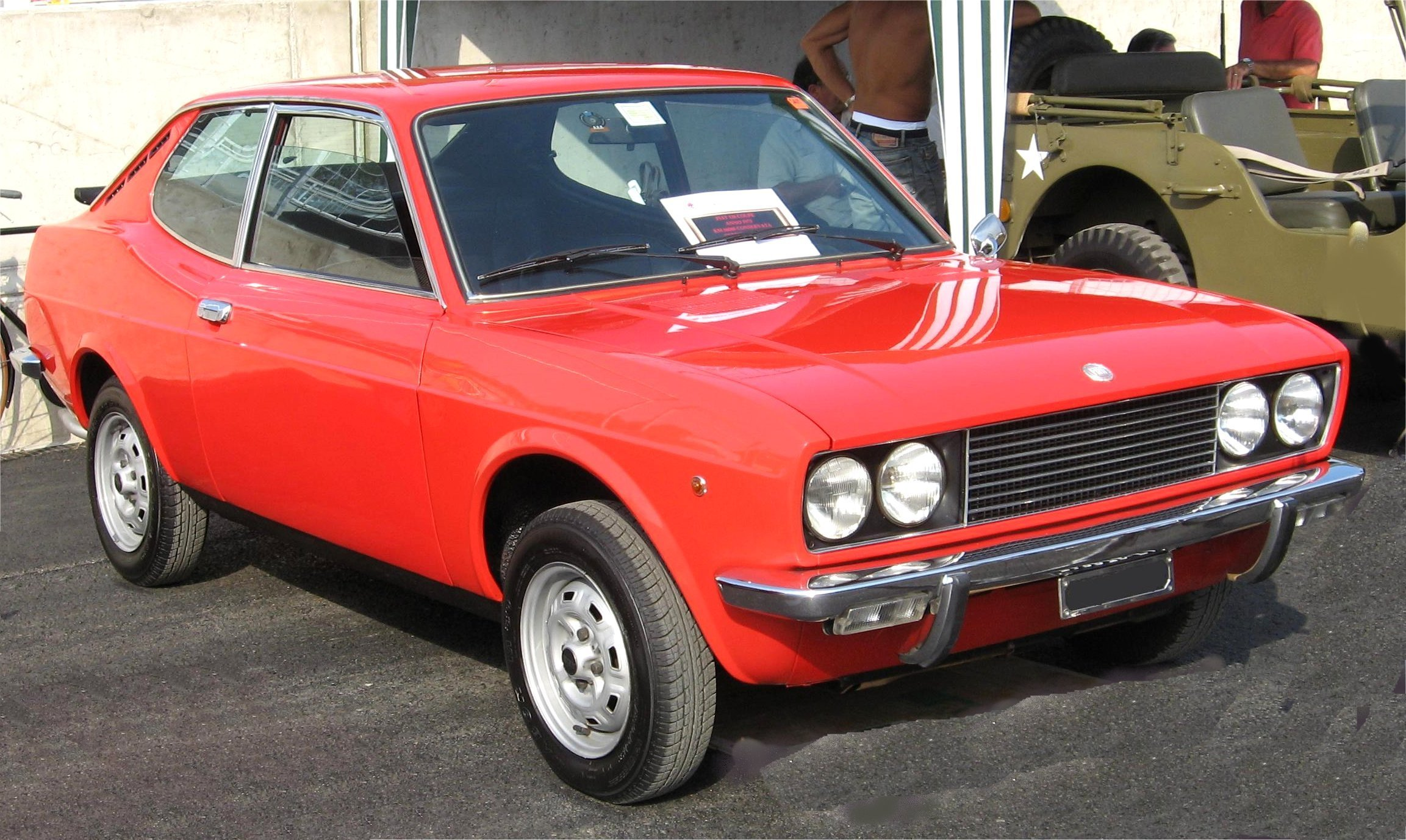
Fiat 128 Coupé SL

En 1971, pour répondre à la demande de voiture plus sportive pour les jeunes, Fiat présenta la Fiat 128 Rally, équipée d'un nouveau moteur de 1 290 cm3 développant 67 ch. La même année furent présentées les versions 128 Coupé, baptisées Sport, comme le veut la tradition chez Fiat. Les 2 versions Sport pouvaient recevoir les moteurs de 1 116 et 1 290 cm3 de 64 et 75 ch en 2 finitions : S, avec des phares carrés, et SL avec des doubles phares ronds.
Un premier restylage (calandre modifiée, pare-chocs avec bande de caoutchouc...) de la Fiat 128 intervient en 1974. À cette occasion, les versions Special sont présentées, avec un niveau de finition supérieur. La Fiat 128 Special était équipée du moteur de 1 290 cm3 de 60 ch.
En 1975, la 128 Sport reçoit de profondes modifications esthétiques qui la transforment totalement ; elle sera dotée d'un immense hayon et d'une découpe de vitre arrière plus conventionnelle. Elle sera commercialisée sous le nom de Fiat 128 3P, équipée des mêmes motorisations.

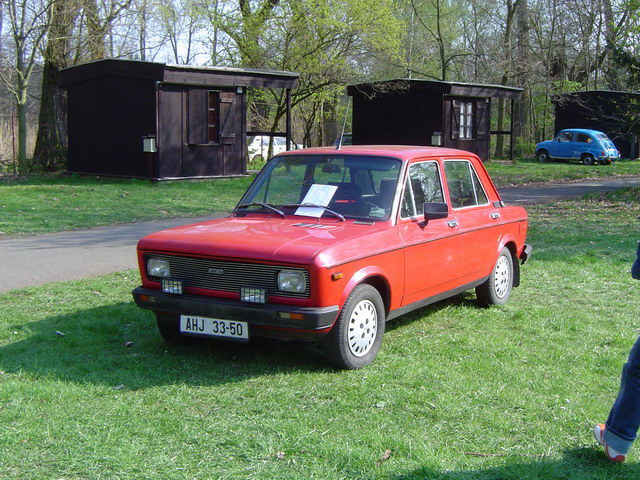
Fiat 128 3e série

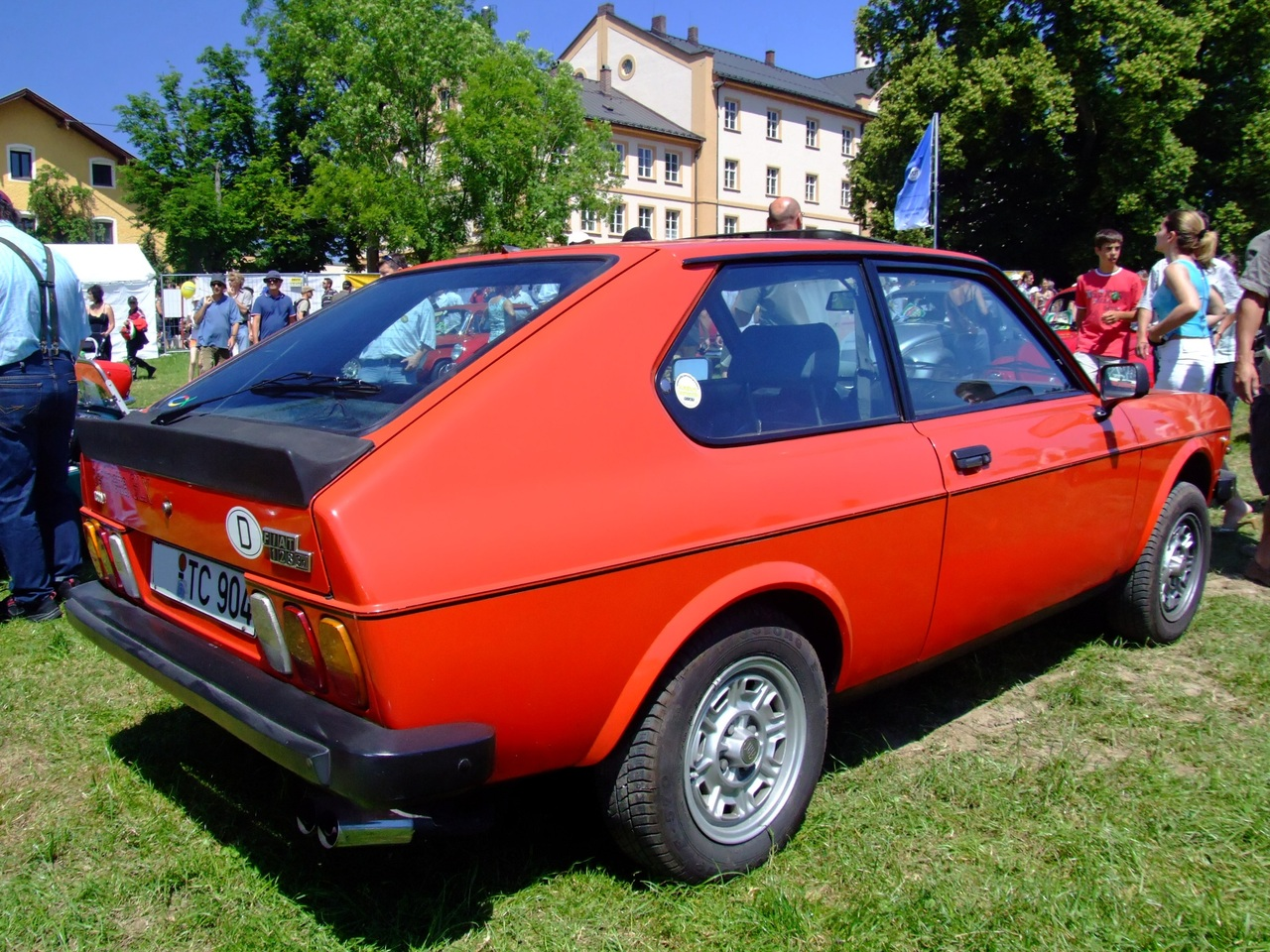
Fiat 128 Coupé 3P

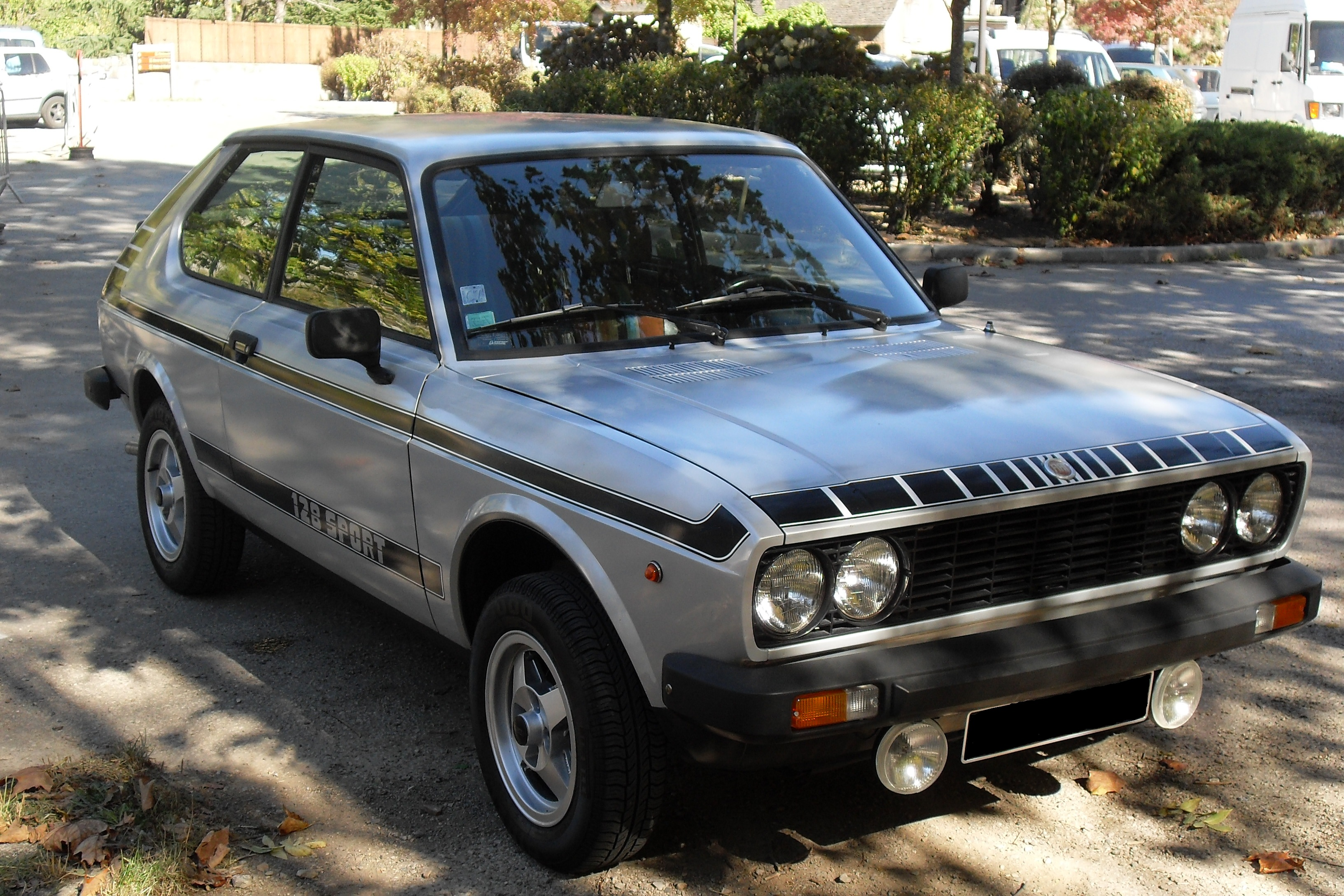
Fiat 128 Berlinetta 3P SPORT 1300

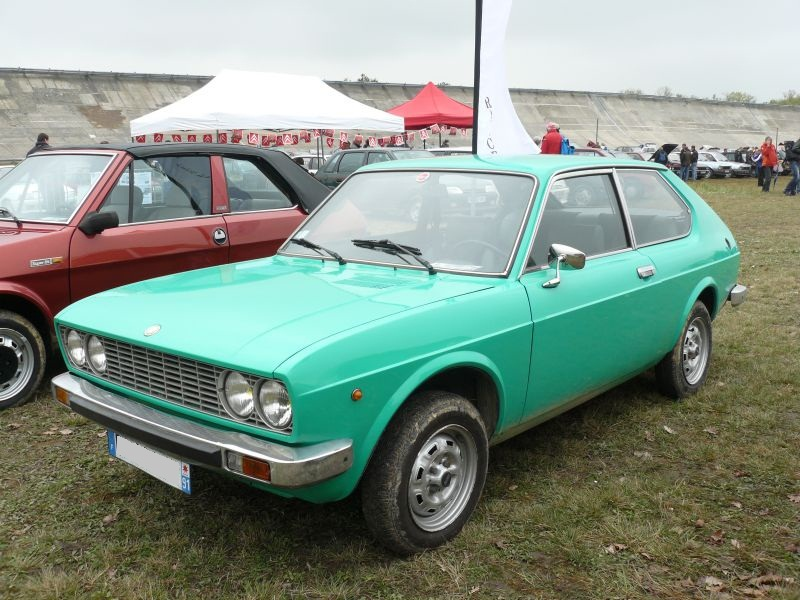
Fiat 128 3P

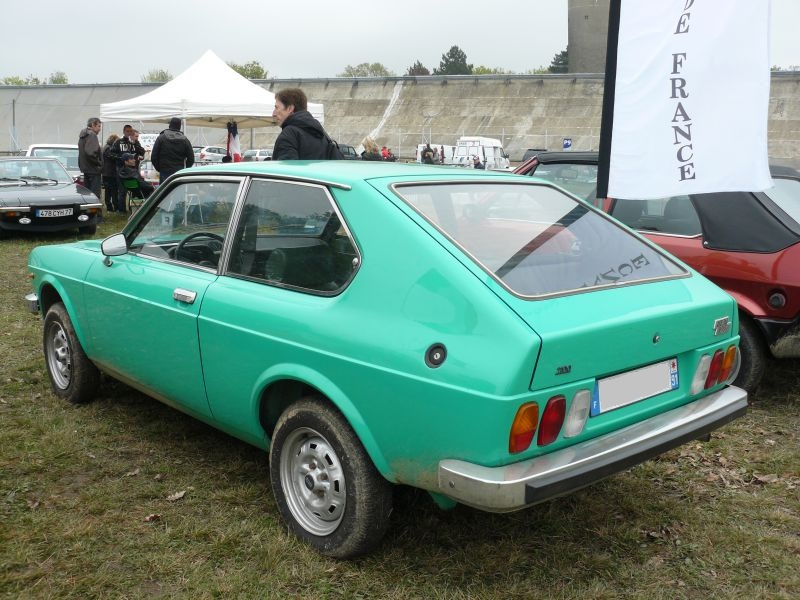
Fiat 128 3P

Le second et dernier restylage intervint en 1976 date à laquelle la troisième version a été présentée. La ligne générale restait la même mais elle reçut une nouvelle face avant et des pare-chocs en matériau synthétique qui modernisait l'ensemble. La finition intérieure s'était notablement enrichie, fini les sièges en skaï mais en velours épais. La nouvelle gamme comprenait la berline à 4 portes et la Panorama (Station Wagon) à 3 portes, dans les finitions L - C et CL, et les motorisations de 1 116 cm3 (55 ch) et 1 290 cm3 (60 ch).
À ses débuts la Fiat 128 tint la dragée haute face à la concurrence des Peugeot 204 et Simca 1100, par rapport auxquelles offrait une maniabilité et une qualité de conduite plus moderne, et dynamiquement dépassait de beaucoup certains modèles techniquement obsolètes mais qui furent de gros succès commerciaux comme la Ford Escort et l'Opel Kadett, toutes deux à propulsion arrière, essieu rigide avec ressorts à lames, moteurs culbutés en fonte. En 1971 arrivèrent les concurrentes Citroën GS et Alfa Romeo Alfasud dotées de mécaniques sophistiquées (4 freins à disque, moteurs "boxer" et suspension hydraulique sur la GS). Toutefois ce fut surtout l'arrivée de la VW Golf en 1974 avec une carrosserie 5 portes à hayon, qui fit sentir à Fiat la nécessité de programmer le remplacement de la 128.
En 1978, la production de toute la gamme Fiat 128 (berline, coupé 3P et Panorama) s'arrête en Italie mais elle continuera à l'étranger : la berline à 4 portes en Argentine jusqu'en 1990 et en ex-Yougoslavie jusqu'en novembre 2008. 
En Italie, la Fiat 128 est remplacée par la Fiat Ritmo commercialisée sous le label Strada dans les pays anglo-saxons, dont elle reprit l'excellente base mécanique mais était dotée d'une carrosserie très moderne avec un hayon. La Fiat Regata satisfera la clientèle plus traditionnelle, fidèle aux modèles classiques avec coffre.

## La Fiat 128 dans le monde
Produite en Italie jusqu'en 1983, à 3 107 000 exemplaires, la Fiat 128 est commercialisée dans beaucoup de pays tels le Japon, mais elle est aussi fabriquée dans bien d'autres pays :

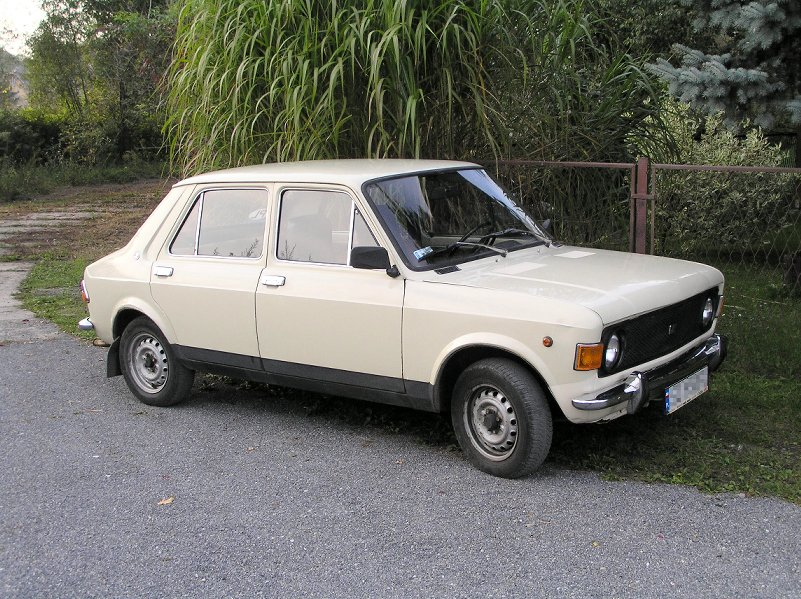
La Zastava 101, variante yougoslave de la Fiat 128

- Afrique du Sud : deux modèles Fiat 128 ont été produits : la berline en version 2 & 4 portes et un pickup spécifiquement conçu pour ce pays. Ces modèles ont été fabriqués dans l'usine Fiat locale jusqu'en 1978 puis dans l'usine Alfa Romeo de Brits jusqu'en 1984[2].

- ex-Yougoslavie : la Fiat 128 est construite à partir de 1972 d'abord sous une forme différente de l'original italien, sous le nom de Zastava 101 rebadgé en France en Zastava 1100, pour cause de monopole Peugeot sur les noms avec un zéro au centre. Reprenant la structure générale de la Fiat 128 italienne, le centre style de Zastava lui greffa un hayon à la manière de la Simca 1100. La version berline tricorps de la Fiat 128 est introduite en 1980, la ligne de fabrication provenant de l'usine Fiat-Rivalta où elle était fabriquée en Italie qui en comportait trois. Sa fabrication en série s'est poursuivie jusqu'au 20 novembre 2008. 1 273 532 Zastava 128 yougoslaves ont été produites dont une partie exportée dans les pays de l'Est jusqu'en 2000. Après les bombardements de l'usine en avril 1999, la fabrication a repris en petite série dont une partie fut exportée en CKD vers Nasr en Égypte pour un assemblage local.

- Argentine : la Fiat 128, identique en tous points à l'original italien, a été construite dans l'usine Fiat Concord de Cordoba à partir de 1971.  255 110 exemplaires furent fabriqués jusqu'en 1990.

- Espagne : la société Seat, créée par FIAT en 1950 a fabriqué une seule version de la Fiat 128, la Coupé 3P. Cette production ne dura que quelques années entre 1979 et 1982 date à laquelle Fiat Auto se retira du capital de Seat. 31 893 exemplaires furent fabriqués équipés des moteurs Fiat espagnols de 1 197 et 1 430 cm3.

- Égypte : la société El Nasr, associé local du groupe Fiat, assembla de 1970 à 1980 des Fiat 128 italiennes, entre 1974 et 2001 des Zastava 101 puis, jusqu'en 2009, des Zastava 128 en CKD.

## La Fiat 128 en Amérique du Sud

### La Fiat 128 en Argentine
Fiat est présent en Argentine depuis 1919 et a commencé à fabriquer des automobiles via sa filiale locale Fiat Concord en 1959. Il est à noter que jusqu'en 1999, le logo FIAT sur les calandres des voitures a toujours conservé un fond rouge même lorsque celui-ci était composé de losanges accolés sur un fond noir ou bleu avant de reprendre la forme ronde en vigueur depuis son 100e anniversaire en 1999.

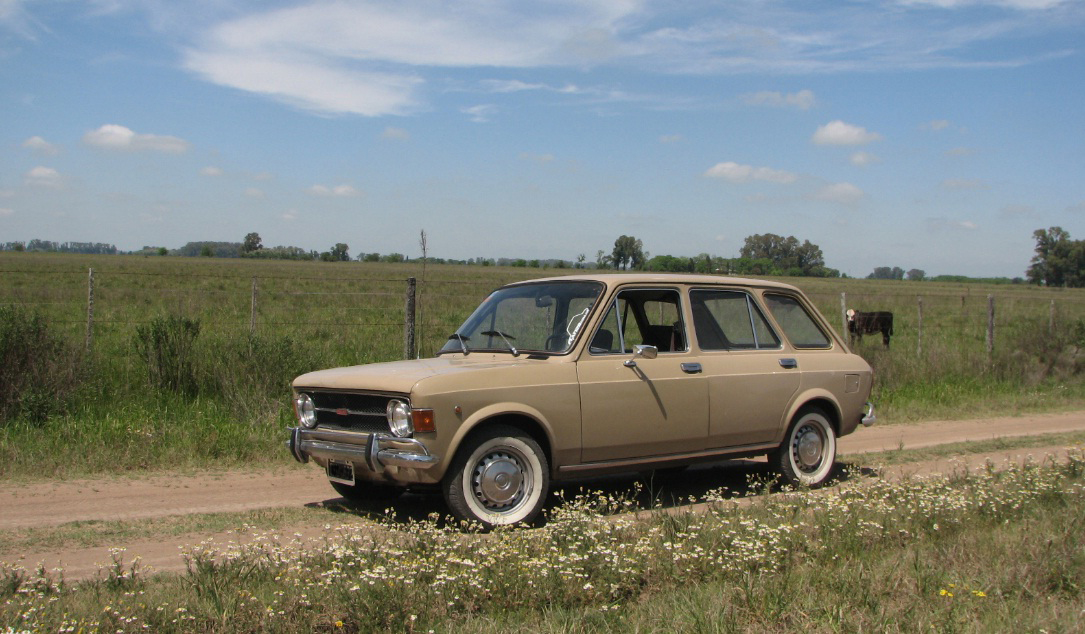
Une Fiat 128 Familar argentine. On note les 5 portes et le logo avec un fond rouge

La Fiat 128, a été fabriquée en Argentine à partir du printemps 1971 dans sa version berline uniquement à 4 portes, avec le même design que l'original italien, à l'ajout de la barre de pare-chocs près. Cette disposition était imposée par le code de la route argentin et prendra fin en 1978. Elle a également été proposée, à partir de 1973, dans une version break à 5 portes tout à fait originale, le modèle break italien reposait sur la version 3 portes. Les Fiat 128 argentines étaient équipées, comme en Italie, des nouveaux moteurs Fiat, 1.116 et 1 290 cm3, conçus par l'ingénieur Aurelio Lampredi. 

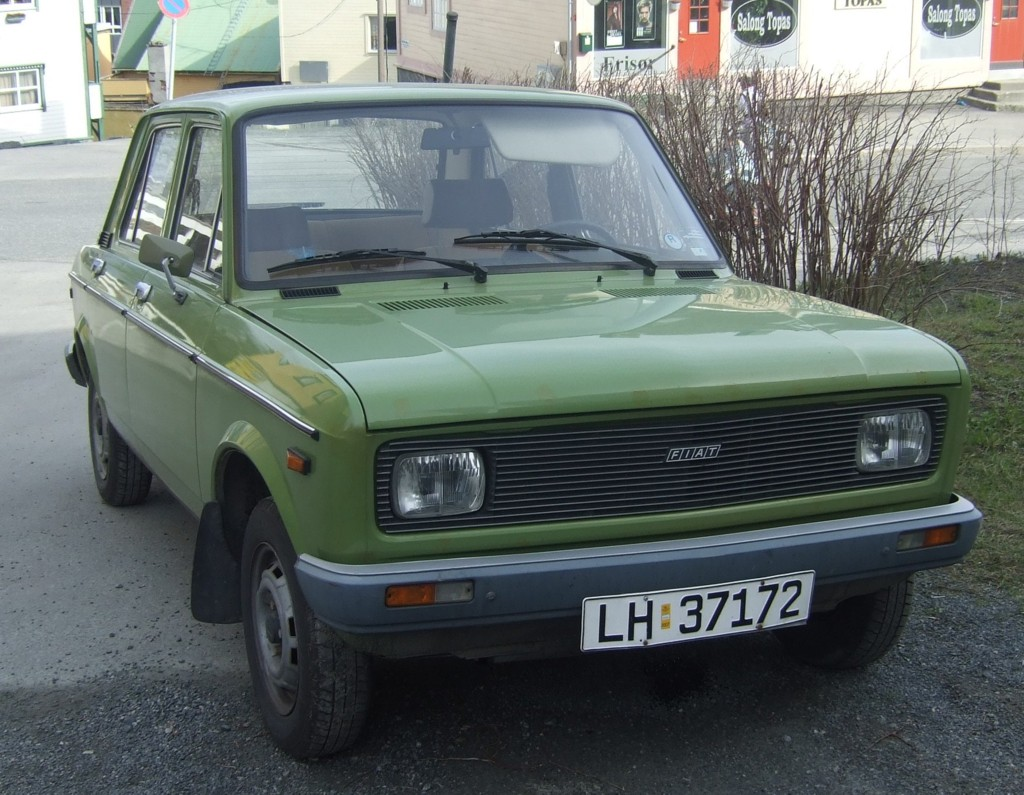
La face avant de la Fiat 128 Europa

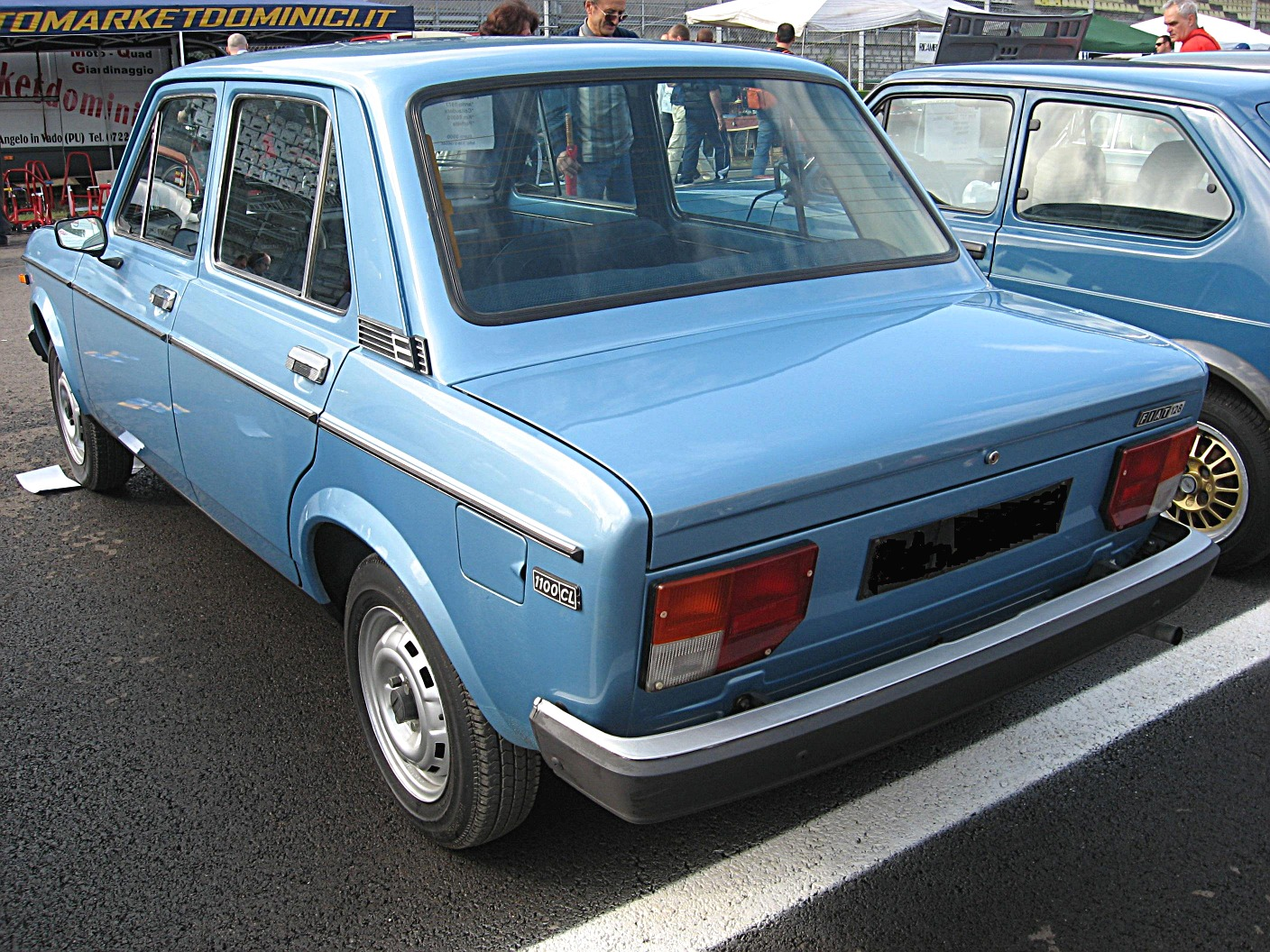
Vue arrière de la Fiat 128 Europa

À partir de 1978, la Fiat 128 argentine bénéficie, à l'image de l'original italien, de profondes modifications esthétiques et d'aménagement intérieur avec l'introduction d'une nouvelle calandre et de phares rectangulaires empruntés à la Fiat 127. À l'arrière, les feux ont été encastrés dans la jupe et ont quasiment doublé de surface pour y intégrer les feux de recul et de brouillard. Elle est renommée Fiat 128 Europa. La suspension est plus souple et assure un excellent confort. La Fiat 128 Europa fait partie des voitures de classe moyenne recherchées.

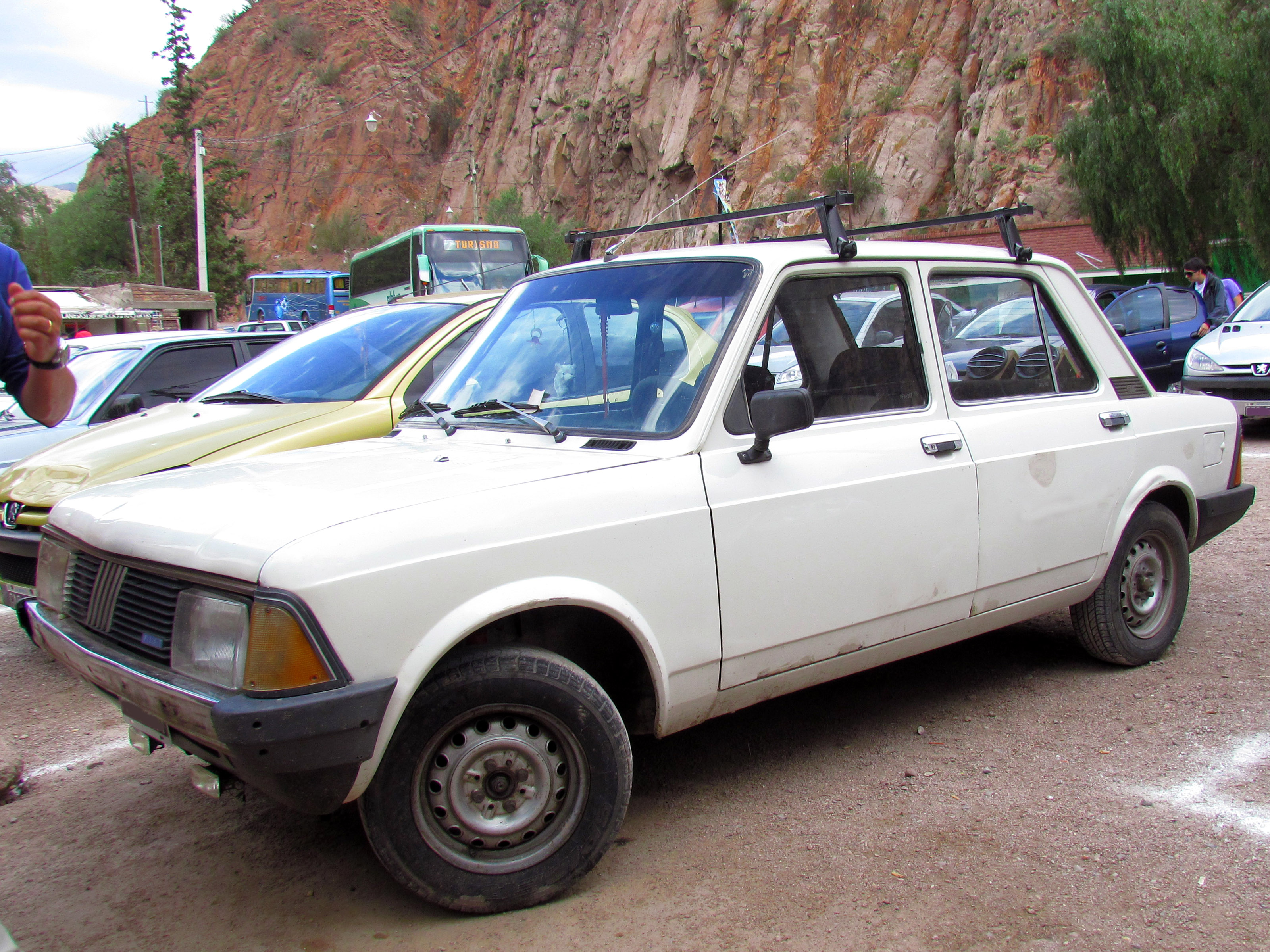
La Fiat 128 Super Europa

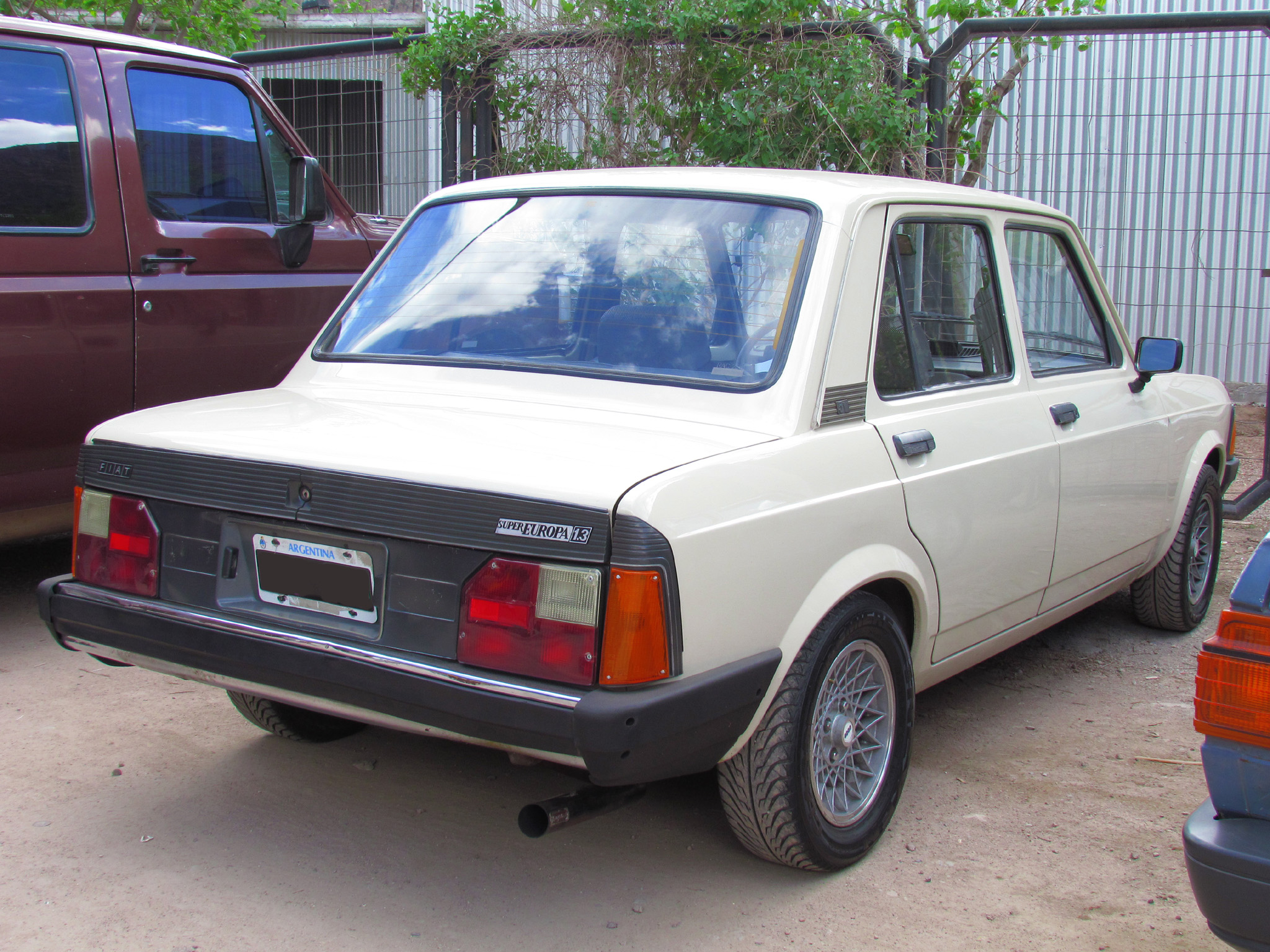
Vue arrière de la Fiat 128 Super Europa

Alors que la production de la Fiat 128 italienne est arrêtée en 1979 pour faire place à sa remplaçante, la Fiat Ritmo, sa carrière se poursuit en Argentine où le bureau d'études local lui applique un restylage important sur les faces avant et arrière en 1982. La calandre verticale est transformée pour lui greffer une face avant inclinée vers l'avant d'un goût particulier, s'inspirant de celui de la Fiat Regatta. L'arrière reçoit un habillage en plastique sombre. Le nouveau modèle est baptisé Fiat 128 Super Europa. Les deux versions berline 4 portes et familiar sont conservées. Par contre, la motorisation évolue, la version 1.116 cm3 est abandonnée mais en complément du nouveau moteur de 1.301 cm3 développant 62 Ch, un moteur de 1.498 cm3 développant 82 Ch est proposé avec une boîte de vitesses à 5 rapports. Cette version restera en production jusqu'à fin 1990.

## Chiffres de production de la Fiat 128 en Argentine
| Année             | 1971  | 1972  | 1973  | 1974  | 1975  | 1976  | 1977  | 1978 | 1979  | 1980  | 1981 | 1982 | 1983 | total  |
| ----------------- | ----- | ----- | ----- | ----- | ----- | ----- | ----- | ---- | ----- | ----- | ---- | ---- | ---- | ------ |
| Fiat 128 Berlina  | 16336 | 24725 | 19909 | 12311 | 11665 | 9306  | 7120  | 3729 | 7296  | 8923  | 2266 | 0    | 0    | 123586 |
| Fiat 128 de Lujo  | 0     | 0     | 2268  | 9848  | 6330  | 3074  | 3425  | 2347 | 6163  | 5946  | 3195 | 3037 | 4847 | 50480  |
| Fiat 128 Familiar | 0     | 0     | 1201  | 3896  | 1751  | 958   | 1778  | 1083 | 1442  | 956   | 122  | 0    | 0    | 13187  |
| total             | 16336 | 24725 | 23378 | 26055 | 19746 | 13338 | 12323 | 7159 | 13459 | 15825 | 5583 | 3037 | 4847 | 187253 |

, , 

### Les versions sportives IAVA
De 1971 à 1983, la Fiat 128 argentine, à l'image de la Fiat 128 Rallye italienne, a été proposée dans une version sportive par IAVA. Les modifications mécaniques comprenaient un carburateur Weber double corps de grand diamètre et un nouveau collecteur d'admission. Les Fiat 128 IAVA s'appelaient TV 1100, Tourisme Swift, disposaient d'un carburateur Weber 40/40 et développait 70 ch. La version TV1300 lancée en 1974 disposait de 90 ch avec une vitesse maximale de 170 km/h. Enfin, la dernière version de la 128 IAVA disposait d'un carburateur Weber triple corps et développait plus de 100 ch avec une accélération 0/100 en moins de 10 secondes. En 1983, IAVA a produit quelques exemplaires de la Fiat 128 IAVA 1500 dits « personnels ». IAVA a cessé toute activité en 1985.
En Argentine, la Fiat 128 a également été considérée une voiture révolutionnaire, avec sa mécanique moderne sans rivale parmi les concurrentes. Elle a été le symbole d'une voiture moderne et populaire à l'esprit sportif avec une excellente fiabilité. La Fiat Concord 128 a été, et restera, un des joyaux de l'industrie automobile argentine.
Au total en Argentine 255 110 unités ont été fabriquées. 

### La Fiat 128 en Colombie
La Fiat 128 a été présentée en Colombie au milieu d'année 1973. Elle a été assemblée sous licence dans l'usine du constructeur local C.C.A. (Compañía Colombiana Automotriz) basé à Bogota en CKD avec des composants tous importés d'Argentine. La production a pris fin en 1980. La Fiat 128 a été une voiture très appréciée, en particulier grâce à ses lignes modernes, ses grandes surfaces vitrées et un grand volume utile intérieur. Elle avait un plancher plat, sans le tunnel central des voitures à propulsion arrière, ce qui améliorait grandement son habitabilité. La roue de secours était judicieusement placée dans le compartiment moteur de sorte de ne pas supprimer d'espace dans le coffre. Cet emplacement a aussi permis aux possesseurs de cette Fiat qu'on ne leur vole pas la roue de secours contrairement aux voitures françaises.
Le modèle a été commercialisé en une seule version de carrosserie, berline à quatre portes, pouvant facilement accueillir 5 passagers adultes. De 1973 à 1978, elle a été commercialisée sous le nom Fiat 128 L équipée du moteur 4 cylindres de 1.290 cm3. À partir de 1978, un second moteur était aussi disponible, le 1.116 cm3 et le modèle était nommé Fiat 128 San Remo.
Durant les années où elle a été fabriquée dans le pays, la Fiat 128 a connu un énorme succès, en grande partie facilité par la nature des concurrentes : Renault 4, 6 et 12, Dodge 1500, Polara et Alpine, Simca 1000. Elle sera remplacée chez les concessionnaires par la Fiat 125P et la Zastava 101.

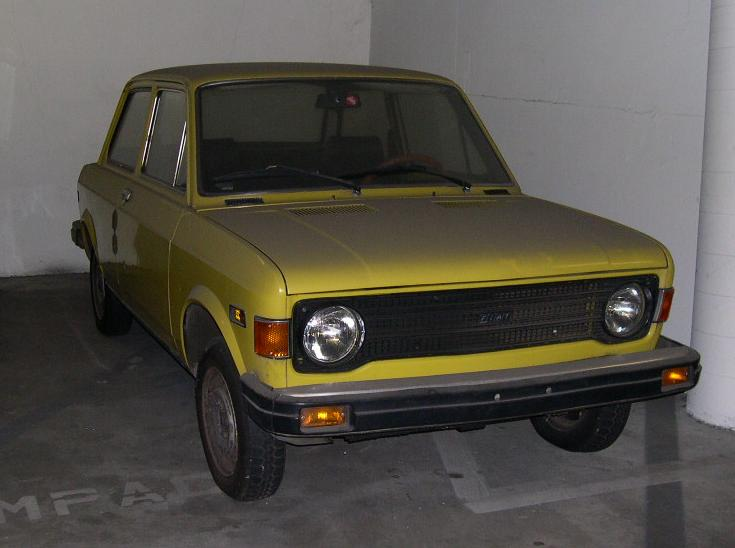
La Fiat 128 berline en version destinée aux États-Unis